# Médersa Alla Kouli Khan

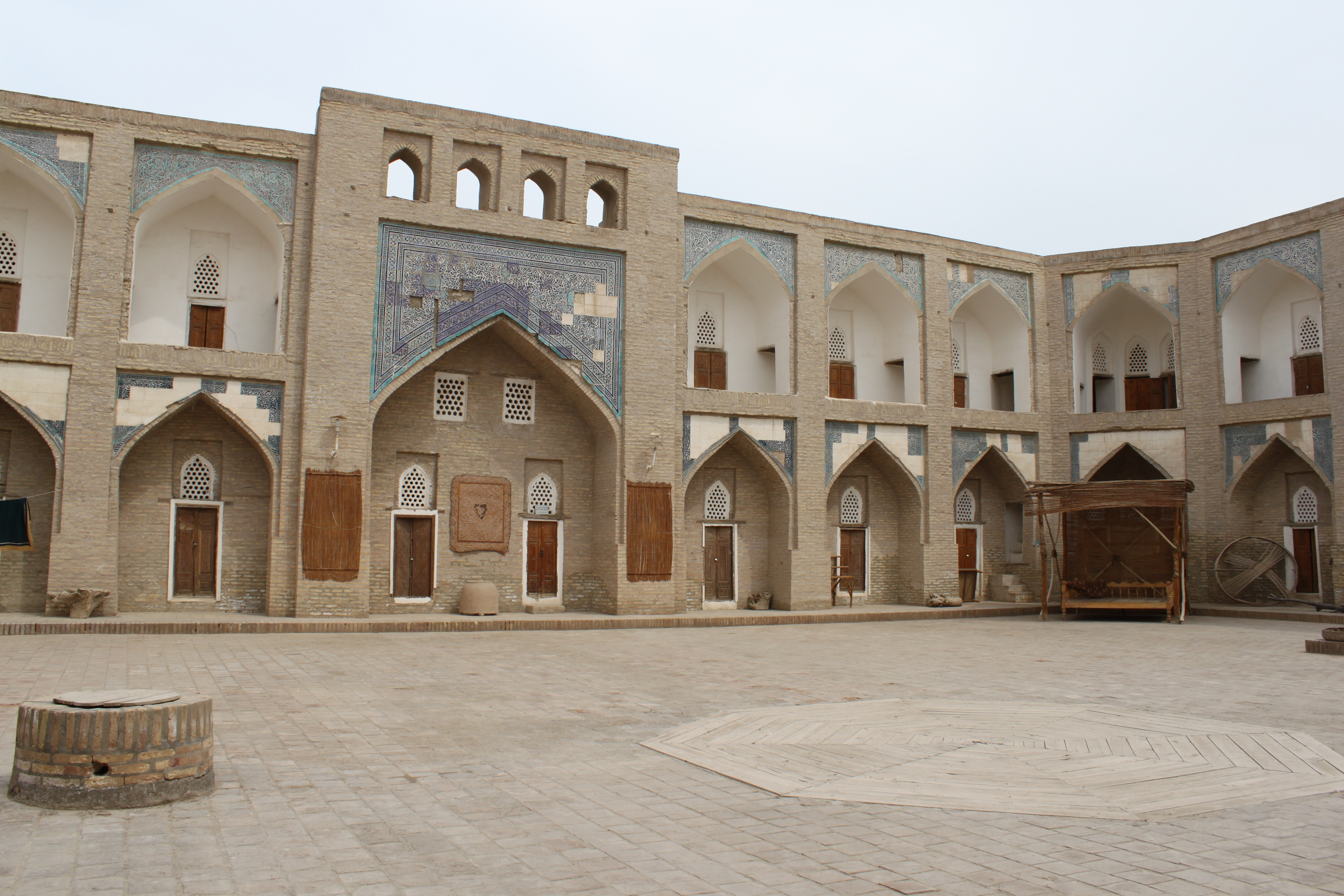
Vue de la cour.

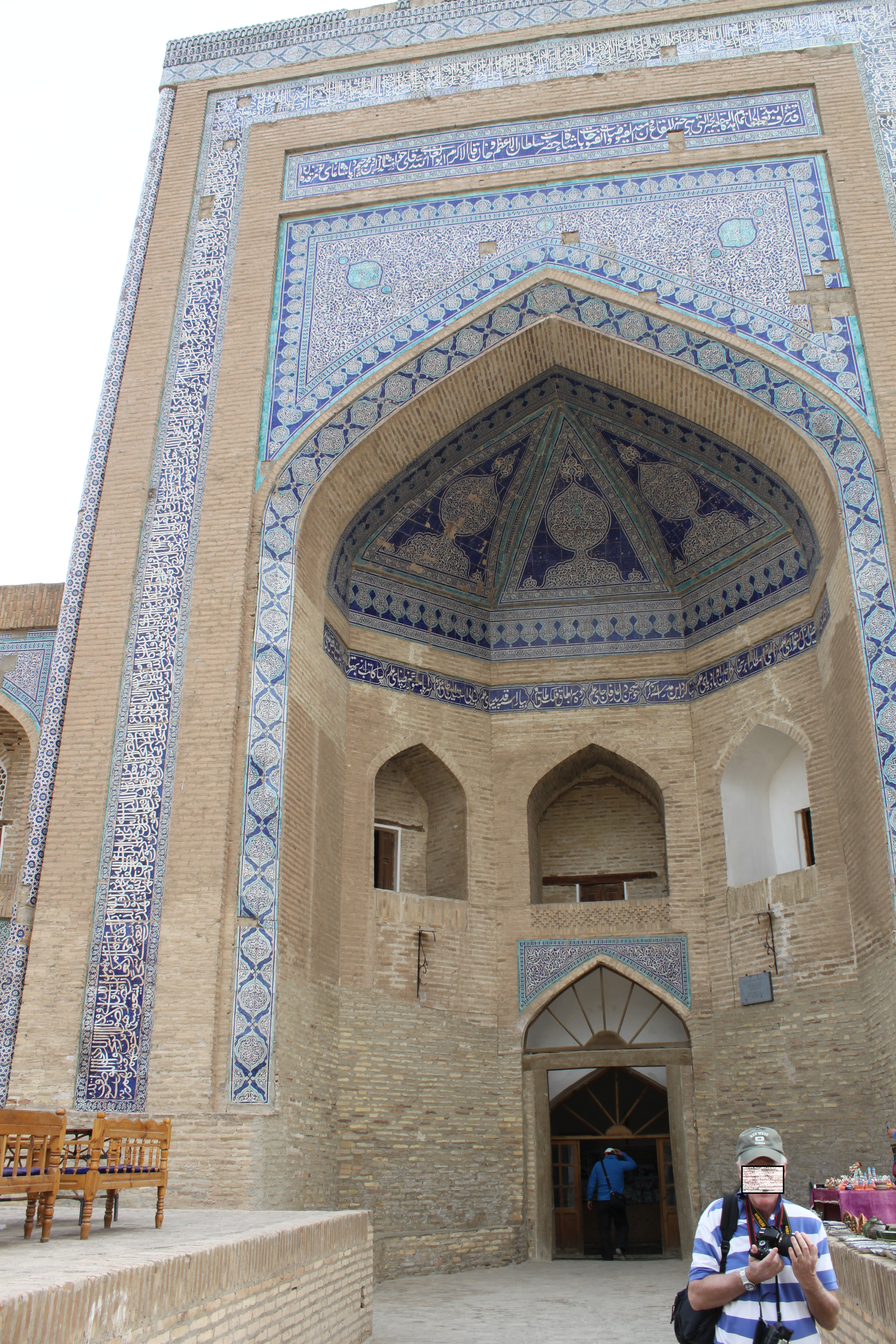
Portail (pishtak) d'entrée avec ses carreaux bleus d'écriture en arabesques.

La médersa Alla Kouli Khan est une médersa (ou madrassa) de Khiva en Ouzbékistan. Elle se trouve dans le quartier fortifié d'Itchan Kala dont l'ensemble est inscrit depuis 1990 au patrimoine mondial de l'Unesco.
Elle a été bâtie en 1834 sur les fonds propres du khan du khanat de Khiva, Alla Kouli. Elle est située entre le bazar couvert (Tim Alla Kouli Khan)  et la porte de l'Est (Palvan Darvoza). Sa façade principale donne dans la cour de la médersa Khodjamberdy Bey.
La bibliothèque de la ville était disposée dans plusieurs cellules (houdjra) du rez-de-chaussée. Elle a été également fondée par Alla Kouli et servait à tous les étudiants des différentes médersas de la ville. Elle était financée sur le compte du caravansérail d'Alla Kouli et du tim d'Alla Kouli.
Bien qu'il n'y ait rien de particulier dans l'architecture de cette médersa, il s'en dégage une impression forte. La façade est décorée de majoliques de type khorézmien dans les tonalités de noir et de blanc, ainsi que de bleu. Des décors au contour noir se remarquent dans les tympans et les arcatures doubles, ainsi qu'aux trois-quarts des colonnes du portail, l'un des plus imposants de la ville.
La cour mesure 30 × 34 mètres, comprenant classiquement quatre iwans, un pour chaque côté.

## Source
- (ru) Cet article est partiellement ou en totalité issu de l’article de Wikipédia en russe intitulé « Медресе Хивы#Медресе Алла-Кули-хана » (voir la liste des auteurs).